# Ritzerau
Ritzerau est une commune allemande du Schleswig-Holstein, située dans l'arrondissement du duché de Lauenbourg (Kreis Herzogtum Lauenburg), à neuf kilomètres au nord-ouest de la ville de Mölln. Ritzerau est l'une des 25 communes de l'Amt Sandesneben-Nusse dont le siège est à Sandesneben.

## Personnalités liées à la ville
- Heinrich Georg Franz Stockmann (1825-1906), homme d'affaires né à Ritzerau.